# Серра-де-Агуа
Серра-де-Агуа (порт. Serra de Água)  —  район (фрегезия) в Португалии,  входит в округ Мадейра. Расположен на острове Мадейра. Является составной частью муниципалитета  Рибейра-Брава. Население составляет 1317 человек на 2001 год. Занимает площадь 24,70 км².